# Luis Donaldo Colosio, Tamazunchale
Luis Donaldo Colosio är en ort i Mexiko.   Den ligger i kommunen Tamazunchale och delstaten San Luis Potosí, i den sydöstra delen av landet, 200 km norr om huvudstaden Mexico City. Luis Donaldo Colosio ligger 302 meter över havet och antalet invånare är 161.
Terrängen runt Luis Donaldo Colosio är varierad. Runt Luis Donaldo Colosio är det ganska tätbefolkat, med 56 invånare per kvadratkilometer. Närmaste större samhälle är Tamazunchale, 4,4 km norr om Luis Donaldo Colosio. I omgivningarna runt Luis Donaldo Colosio växer huvudsakligen savannskog.